# Llista d'asteroides/185201-185300
| Nom      | Designació provisional | Data de descobriment | Lloc de descobriment | Descobridor/s       |
| -------- | ---------------------- | -------------------- | -------------------- | ------------------- |
| 185201 - | 2006 TX36              | 12 d'octubre de 2006 | Kitt Peak            | Spacewatch          |
| 185202 - | 2006 TD39              | 12 d'octubre de 2006 | Kitt Peak            | Spacewatch          |
| 185203 - | 2006 TN39              | 12 d'octubre de 2006 | Kitt Peak            | Spacewatch          |
| 185204 - | 2006 TM42              | 12 d'octubre de 2006 | Kitt Peak            | Spacewatch          |
| 185205 - | 2006 TZ43              | 12 d'octubre de 2006 | Kitt Peak            | Spacewatch          |
| 185206 - | 2006 TU44              | 12 d'octubre de 2006 | Kitt Peak            | Spacewatch          |
| 185207 - | 2006 TP47              | 12 d'octubre de 2006 | Kitt Peak            | Spacewatch          |
| 185208 - | 2006 TU47              | 12 d'octubre de 2006 | Kitt Peak            | Spacewatch          |
| 185209 - | 2006 TA48              | 12 d'octubre de 2006 | Kitt Peak            | Spacewatch          |
| 185210 - | 2006 TN50              | 12 d'octubre de 2006 | Kitt Peak            | Spacewatch          |
| 185211 - | 2006 TQ50              | 12 d'octubre de 2006 | Kitt Peak            | Spacewatch          |
| 185212 - | 2006 TB53              | 12 d'octubre de 2006 | Kitt Peak            | Spacewatch          |
| 185213 - | 2006 TN53              | 12 d'octubre de 2006 | Kitt Peak            | Spacewatch          |
| 185214 - | 2006 TZ54              | 12 d'octubre de 2006 | Palomar              | NEAT                |
| 185215 - | 2006 TP55              | 12 d'octubre de 2006 | Palomar              | NEAT                |
| 185216 - | 2006 TA57              | 14 d'octubre de 2006 | Lulin Observatory    | C.-S. Lin, Q.-z. Ye |
| 185217 - | 2006 TS57              | 15 d'octubre de 2006 | Catalina             | CSS                 |
| 185218 - | 2006 TO59              | 13 d'octubre de 2006 | Kitt Peak            | Spacewatch          |
| 185219 - | 2006 TO61              | 12 d'octubre de 2006 | Kitt Peak            | Spacewatch          |
| 185220 - | 2006 TK62              | 9 d'octubre de 2006  | Palomar              | NEAT                |
| 185221 - | 2006 TK66              | 11 d'octubre de 2006 | Palomar              | NEAT                |
| 185222 - | 2006 TU66              | 11 d'octubre de 2006 | Palomar              | NEAT                |
| 185223 - | 2006 TS68              | 11 d'octubre de 2006 | Palomar              | NEAT                |
| 185224 - | 2006 TG70              | 11 d'octubre de 2006 | Kitt Peak            | Spacewatch          |
| 185225 - | 2006 TV74              | 11 d'octubre de 2006 | Palomar              | NEAT                |
| 185226 - | 2006 TH76              | 11 d'octubre de 2006 | Palomar              | NEAT                |
| 185227 - | 2006 TN76              | 11 d'octubre de 2006 | Palomar              | NEAT                |
| 185228 - | 2006 TT77              | 12 d'octubre de 2006 | Kitt Peak            | Spacewatch          |
| 185229 - | 2006 TS78              | 12 d'octubre de 2006 | Palomar              | NEAT                |
| 185230 - | 2006 TZ90              | 13 d'octubre de 2006 | Kitt Peak            | Spacewatch          |
| 185231 - | 2006 TM91              | 13 d'octubre de 2006 | Kitt Peak            | Spacewatch          |
| 185232 - | 2006 TX103             | 15 d'octubre de 2006 | Kitt Peak            | Spacewatch          |
| 185233 - | 2006 TY109             | 12 d'octubre de 2006 | Kitt Peak            | Spacewatch          |
| 185234 - | 2006 TH110             | 13 d'octubre de 2006 | Kitt Peak            | Spacewatch          |
| 185235 - | 2006 TA115             | 1 d'octubre de 2006  | Apache Point         | A. C. Becker        |
| 185236 - | 2006 TP120             | 12 d'octubre de 2006 | Apache Point         | A. C. Becker        |
| 185237 - | 2006 TP121             | 13 d'octubre de 2006 | Kitt Peak            | Spacewatch          |
| 185238 - | 2006 UK3               | 16 d'octubre de 2006 | Catalina             | CSS                 |
| 185239 - | 2006 UZ6               | 16 d'octubre de 2006 | Catalina             | CSS                 |
| 185240 - | 2006 UF12              | 17 d'octubre de 2006 | Mount Lemmon         | Mount Lemmon Survey |
| 185241 - | 2006 UR15              | 17 d'octubre de 2006 | Mount Lemmon         | Mount Lemmon Survey |
| 185242 - | 2006 UQ31              | 16 d'octubre de 2006 | Kitt Peak            | Spacewatch          |
| 185243 - | 2006 UJ37              | 16 d'octubre de 2006 | Kitt Peak            | Spacewatch          |
| 185244 - | 2006 UK38              | 16 d'octubre de 2006 | Kitt Peak            | Spacewatch          |
| 185245 - | 2006 UM45              | 16 d'octubre de 2006 | Kitt Peak            | Spacewatch          |
| 185246 - | 2006 UU54              | 17 d'octubre de 2006 | Catalina             | CSS                 |
| 185247 - | 2006 UW57              | 18 d'octubre de 2006 | Kitt Peak            | Spacewatch          |
| 185248 - | 2006 UZ59              | 19 d'octubre de 2006 | Catalina             | CSS                 |
| 185249 - | 2006 UE62              | 17 d'octubre de 2006 | Mount Lemmon         | Mount Lemmon Survey |
| 185250 - | 2006 UY62              | 17 d'octubre de 2006 | Andrushivka          | Andrushivka         |
| 185251 - | 2006 UZ63              | 20 d'octubre de 2006 | Kitt Peak            | Spacewatch          |
| 185252 - | 2006 UT64              | 17 d'octubre de 2006 | Mount Lemmon         | Mount Lemmon Survey |
| 185253 - | 2006 UR65              | 16 d'octubre de 2006 | Catalina             | CSS                 |
| 185254 - | 2006 UM70              | 16 d'octubre de 2006 | Catalina             | CSS                 |
| 185255 - | 2006 UW77              | 17 d'octubre de 2006 | Kitt Peak            | Spacewatch          |
| 185256 - | 2006 UX78              | 17 d'octubre de 2006 | Kitt Peak            | Spacewatch          |
| 185257 - | 2006 UW88              | 17 d'octubre de 2006 | Kitt Peak            | Spacewatch          |
| 185258 - | 2006 US92              | 18 d'octubre de 2006 | Kitt Peak            | Spacewatch          |
| 185259 - | 2006 UW92              | 18 d'octubre de 2006 | Kitt Peak            | Spacewatch          |
| 185260 - | 2006 UU100             | 18 d'octubre de 2006 | Kitt Peak            | Spacewatch          |
| 185261 - | 2006 UC120             | 19 d'octubre de 2006 | Kitt Peak            | Spacewatch          |
| 185262 - | 2006 UD124             | 19 d'octubre de 2006 | Kitt Peak            | Spacewatch          |
| 185263 - | 2006 UK127             | 19 d'octubre de 2006 | Kitt Peak            | Spacewatch          |
| 185264 - | 2006 UC128             | 19 d'octubre de 2006 | Kitt Peak            | Spacewatch          |
| 185265 - | 2006 UE128             | 19 d'octubre de 2006 | Palomar              | NEAT                |
| 185266 - | 2006 UZ128             | 19 d'octubre de 2006 | Kitt Peak            | Spacewatch          |
| 185267 - | 2006 UZ134             | 19 d'octubre de 2006 | Kitt Peak            | Spacewatch          |
| 185268 - | 2006 UP138             | 19 d'octubre de 2006 | Kitt Peak            | Spacewatch          |
| 185269 - | 2006 UC142             | 19 d'octubre de 2006 | Kitt Peak            | Spacewatch          |
| 185270 - | 2006 UX143             | 19 d'octubre de 2006 | Kitt Peak            | Spacewatch          |
| 185271 - | 2006 UA154             | 21 d'octubre de 2006 | Kitt Peak            | Spacewatch          |
| 185272 - | 2006 UL159             | 21 d'octubre de 2006 | Mount Lemmon         | Mount Lemmon Survey |
| 185273 - | 2006 UO170             | 21 d'octubre de 2006 | Mount Lemmon         | Mount Lemmon Survey |
| 185274 - | 2006 UR174             | 19 d'octubre de 2006 | Catalina             | CSS                 |
| 185275 - | 2006 UD176             | 16 d'octubre de 2006 | Catalina             | CSS                 |
| 185276 - | 2006 UN179             | 16 d'octubre de 2006 | Catalina             | CSS                 |
| 185277 - | 2006 UB181             | 16 d'octubre de 2006 | Catalina             | CSS                 |
| 185278 - | 2006 UE182             | 16 d'octubre de 2006 | Catalina             | CSS                 |
| 185279 - | 2006 UW188             | 19 d'octubre de 2006 | Catalina             | CSS                 |
| 185280 - | 2006 UH192             | 19 d'octubre de 2006 | Catalina             | CSS                 |
| 185281 - | 2006 UA196             | 20 d'octubre de 2006 | Kitt Peak            | Spacewatch          |
| 185282 - | 2006 US198             | 20 d'octubre de 2006 | Kitt Peak            | Spacewatch          |
| 185283 - | 2006 UG199             | 20 d'octubre de 2006 | Kitt Peak            | Spacewatch          |
| 185284 - | 2006 UJ201             | 21 d'octubre de 2006 | Kitt Peak            | Spacewatch          |
| 185285 - | 2006 UX202             | 22 d'octubre de 2006 | Palomar              | NEAT                |
| 185286 - | 2006 UH203             | 22 d'octubre de 2006 | Palomar              | NEAT                |
| 185287 - | 2006 UV204             | 22 d'octubre de 2006 | Palomar              | NEAT                |
| 185288 - | 2006 UW207             | 23 d'octubre de 2006 | Kitt Peak            | Spacewatch          |
| 185289 - | 2006 UM215             | 20 d'octubre de 2006 | Goodricke-Pigott     | R. A. Tucker        |
| 185290 - | 2006 UB219             | 16 d'octubre de 2006 | Catalina             | CSS                 |
| 185291 - | 2006 UT219             | 16 d'octubre de 2006 | Catalina             | CSS                 |
| 185292 - | 2006 UJ226             | 20 d'octubre de 2006 | Kitt Peak            | Spacewatch          |
| 185293 - | 2006 UY227             | 20 d'octubre de 2006 | Palomar              | NEAT                |
| 185294 - | 2006 UW237             | 23 d'octubre de 2006 | Kitt Peak            | Spacewatch          |
| 185295 - | 2006 UN239             | 23 d'octubre de 2006 | Kitt Peak            | Spacewatch          |
| 185296 - | 2006 UO239             | 23 d'octubre de 2006 | Kitt Peak            | Spacewatch          |
| 185297 - | 2006 UK252             | 27 d'octubre de 2006 | Mount Lemmon         | Mount Lemmon Survey |
| 185298 - | 2006 US256             | 28 d'octubre de 2006 | Kitt Peak            | Spacewatch          |
| 185299 - | 2006 UT257             | 28 d'octubre de 2006 | Mount Lemmon         | Mount Lemmon Survey |
| 185300 - | 2006 UD261             | 28 d'octubre de 2006 | Socorro              | LINEAR              |